# Duggirāla
Duggirāla är en ort i Indien.   Den ligger i distriktet Guntūr och delstaten Andhra Pradesh, i den södra delen av landet, 1 400 km söder om huvudstaden New Delhi. Duggirāla ligger 17 meter över havet och antalet invånare är 11 098.
Terrängen runt Duggirāla är mycket platt. Runt Duggirāla är det mycket tätbefolkat, med 1 411 invånare per kvadratkilometer. Närmaste större samhälle är Vijayawada, 19,9 km norr om Duggirāla. Trakten runt Duggirāla består till största delen av jordbruksmark.